# وليام جلين
وليام جلين (بالإنجليزية: William Glyn)‏ هو لاعب كرة مضرب أمريكي سابق بدأ مسيرته كمحترف سنة 1881، اعتزل اللعب في 1887. وصل إلى نهائي بطولة أمريكا المفتوحة للتنس في سنة 1881.

## النهائيات

### النهائي (1)
| السنة | البطولة                     | المنافس في النهائي | النتيجة في النهائي |
| 1881  | بطولة أمريكا المفتوحة للتنس | ريتشارد سيرز (تنس) | 0–6, 3–6, 2–6      |